# Daniela Montoya Quiroz
Daniela Montoya Quiroz (* 22. August 1990 in Medellín) ist eine kolumbianische Fußballnationalspielerin, die das erste WM-Tor für die kolumbianische Fußballnationalmannschaft der Frauen schoss.

## Karriere
Montoya spielt derzeit für den kolumbianischen Verein Atlético Nacional in der „Liga Profesional Femenina de Fútbol“.

### International
Montoya nahm im Sommer 2010 mit der U-20-Mannschaft an der U-20-Fußball-Weltmeisterschaft der Frauen 2010 teil, bei der Kolumbien das Spiel um Platz 3 erreichte, dieses aber gegen Südkorea verlor. Dabei erzielte Montoya im Gruppenspiel gegen Costa Rica die ersten beiden Tore zum 3:0-Sieg.
Im gleichen Jahr gab sie am 5. November bei der Sudamericano Femenino 2010 gegen Paraguay ihr Debüt in der kolumbianischen Fußballnationalmannschaft der Frauen. Acht Tage später erzielte sie beim 8:0 gegen Uruguay ihr erstes Länderspieltor für die A-Nationalmannschaft. Kolumbien qualifizierte sich damit für die zweite Runde und gewann überraschend das letzte Gruppenspiel gegen den zweimaligen WM-Teilnehmer Argentinien, wodurch die Mannschaft den zweiten Platz hinter Brasilien belegte und sich erstmals für die WM-Endrunde 2011 sowie die Olympischen Spiele 2012 qualifizierte. Montoya gehörte dann auch zum Kader für die Fußball-Weltmeisterschaft der Frauen 2011 in Deutschland und wurde in zwei Spielen eingesetzt. Kolumbien schied aber ohne Sieg und Torerfolg nach der Gruppenphase aus, konnte aber im letzten bedeutungslosen Spiel gegen Nordkorea einen Punkt gewinnen. Ein Jahr später gehörte sie zum Kader für das Fußballturnier bei den Olympischen Spielen in London. Montoya wurde in zwei Spielen eingesetzt, Kolumbien verlor diesmal aber alle drei Spiele und schied als Gruppenletzter aus.
2014 nahm sie mit Kolumbien wieder an der Sudamericano Femenino teil und konnte wieder zum zweiten Platz beitragen, wobei Kolumbien als einzige Mannschaft kein Spiel verlor. Kolumbien qualifizierte sich damit erneut für WM und Olympische Spiele. Im November 2014 nahm sie dann mit Kolumbien an den Zentralamerika- und Karibikspielen teil, wobei sie im Halbfinale gegen Venezuela den 1:0-Siegtreffer erzielte. Das Finale gegen Mexiko wurde dann mit 0:2 verloren.
Montoya wurde zunächst im April 2015 für den vorläufigen Kader nominiert, und dann im Mai auch für den endgültigen Kader.
Im ersten Gruppenspiel bei der WM gegen Mexiko lag Kolumbien bis zur 82. Minute mit 0:1 zurück, dann gelang Montoya mit dem ersten WM-Tor für die Kolumbianerinnen, einem Distanzschuss unter die Latte der Ausgleichstreffer. Schon zuvor war ein Tor von ihr wegen eines Stürmerfouls nicht anerkannt worden. Auch beim überraschenden 2:0-Sieg gegen WM-Mitfavorit Frankreich, der aber einen schlechten Tag erwischte, kam sie zum Einsatz. Durch diesen ersten Sieg der Kolumbianerinnen in einem WM-Spiel stand die Mannschaft schon vor dem letzten Spiel gegen England als bester Gruppendritter in der K.-o.-Runde und konnte die 1:2-Niederlage verkraften. Im Achtelfinale verloren sie mit 0:2 gegen den späteren Weltmeister USA.
Für die Olympischen Spiele 2016, bei denen die Kolumbianerinnen nach der Gruppenphase ausschieden, wurde sie nicht nominiert.
Bei der Copa América der Frauen 2018 belegte sie mit ihrer Mannschaft nach dem Gruppensieg in der Vorrunde in der Finalrunde nur den vierten Platz, so dass sie sich weder für die WM 2019 noch die Olympischen Spiele 2020 qualifizieren konnten.
Bei der Copa América der Frauen 2022 erreichte sie mit ihrer Mannschaft das Finale gegen Brasilien. Dieses wurde zwar mit 0:1 verloren, durch den Finaleinzug hatten sich die Kolumbianerinnen aber für die Weltmeisterschaft 2023 und die Olympischen Spiele 2024 qualifiziert.
Am 4. Juli 2023 wurde sie für den finalen Kader bei der Weltmeisterschaft 2023 nominiert, in vier der fünf Spiele ihres Teams eingesetzt und schied mit der Mannschaft im Viertelfinale gegen die Engländerinnen aus.